# Cycnidolon obliquum
Cycnidolon obliquum är en skalbaggsart som beskrevs av Martins 1969. Cycnidolon obliquum ingår i släktet Cycnidolon och familjen långhorningar.
Artens utbredningsområde är Venezuela. Inga underarter finns listade i Catalogue of Life.